# James L. Conway
Pour les articles homonymes, voir Conway.
James L. Conway est un producteur, réalisateur et scénariste américain né le 27 octobre 1950 à New York, New York, aux États-Unis.

## Biographie
James L. Conway est le mari de l'actrice Rebecca Balding.

## Filmographie partielle

### Comme producteur

#### Cinéma
- 1976 : Guardian of the Wilderness (en)
- 1979 : Encounter with Disaster
- 1979 : The Bermuda Triangle
- 1979 : In Search of Historic Jesus (en)

#### Télévision
- 1978 : Will Rogers: Champion of the People (TV)
- 1978 : The Time Machine (en) (TV)
- 1979 : Tom Edison: The Boy Who Lit Up the World (TV)
- 1980 : La Légende de Sleepy Hollow (The Legend of Sleepy Hollow) (TV)
- 1981 : The Adventures of Nellie Bly (en) (TV)
- 1981 : California Gold Rush (TV)
- 1982 : The Capture of Grizzly Adams (TV)
- 1982 : The Fall of the House of Usher (TV)
- 1987 : La Main jaune (en) (Harry's Hong Kong) (TV)
- 1991 : Jailbirds (en) (TV)

### Comme réalisateur

#### Cinéma
- 1976 : In Search of Noah's Ark
- 1977 : The Lincoln Conspiracy (en)
- 1978 : Beyond and Back (en)
- 1980 : Space Connection (en)
- 1981 : Earthbound (en)
- 1982 : The Boogens (en)

#### Télévision
- 1977 : Le Dernier des Mohicans (en) (The Last of the Mohicans) (TV)
- 1977 : Incredible Rocky Mountain Race (TV)
- 1978 : Donner Pass: The Road to Survival (en) (TV)
- 1978 : L'Ancien Testament (Greatest Heroes of the Bible) (feuilleton TV)
- 1979 : La Chute de la maison Usher (The Fall of the House of Usher) (TV)
- 1981 : Enlèvement à Nashville (The Nashville Grab) (TV)
- 1982 : Matt Houston ("Matt Houston") (série télévisée)
- 1983 : Hôtel ("Hotel") (série télévisée)
- 1987 : L'Enfer du devoir (Tour of Duty) (série télévisée)
- 1992 : Enquête privée ("Bodies of Evidence") (série télévisée)
- 1994 : L'Homme à la Rolls ("Burke's Law") (série télévisée)
- 1995 : University Hospital ("University Hospital") (série télévisée)
- 1995 : Legend (série télévisée)